# Битка за Ростов (1941)
Битката за Ростов, състояла се през втората половина на ноември и началото на декември 1941 г., е една от битките, които германските и съветските войски водят за контрола върху град Ростов на Дон в периода 1941 – 1943 г. Това е едно от първите поражения на германската армия в бойните действия на Източния фронт по време на Втората световна война.

## Предхождащи събития
След сражението при Киев през август-септември 1941 г., в което са пленени стотици хиляди съветски войници, германците съсредоточават усилията си в настъплението срещу Москва. За целта в началото на октомври значителни танкови съединения са прехвърлени от север и юг към централния участък на фронта срещу съветската столица. Група армии „Юг“ е лишена от 2-ра танкова група, която се включва в битката за Москва. В Украйна остава 1-ва танкова група, преименувана по това време на 1-ва танкова армия, под командването на генерал-фелдмаршал Евалд фон Клайст. През октомври тя настъпва на изток, в изпълнение на директива на Хитлер от 21 август за завземане на промишления район Донбас и прекъсване на комуникациите на Москва с нефтените находища в Кавказ.
В началото на ноември 1-ва танкова армия в състав четири танкови (13-а, 14-а, 16-а, 1-ва дивизия на СС „Лайбщандарт Адолф Хитлер“) и две моторизирани (СС „Викинг“, 60-а) дивизии преминава на широк фронт река Миус, завзема Таганрог на брега на Азовско море и, на 5 ноември, напредва към Ростов. Градът с половинмилионно население е кръстопът от първостепенно значение. Контролът върху него е важен за контрола върху връзките с Кавказ и Иран, откъдето Съветският съюз получава материални доставки от своя съюзник, Великобритания. Завладяването на Ростов би открило на немците пътя към прикаспийските нефтени полета и богатата със селскостопанските си добиви област Кубан.
Докато германците напредват към Ростов, командващият на съветските войски по Югозападното направление маршал Семьон Тимошенко привлича резерви от съседни участъци на фронта. Планът, изготвен от генерал-майор А. Антонов, предвижда нанасяне на удар по левия фланг на напредващата германска групировка. Придвижването на войските се маскира старателно. Съсредоточаването още не е приключило, когато започва съветската контраофанзива. (Набелязаната да извърши главния удар 37-а армия разполага в началото на операцията с четири стрелкови дивизии и две танкови бригади, други две стрелкови дивизии и една танкова бригада изостават и се включват в боевете по-късно.)

## Ход на битката

### Отбрана на Ростов и настъпление на Южния фронт (17 – 23 ноември)
На 16 ноември 4-ти немски армейски корпус (от десния фланг на 17-а армия) предприема настъпление по протежение на десния бряг на река Северский Донец в направление към Ворошиловград (днешен Луганск, източна Украйна). Целта на този удар е отвличане на вниманието и резервите на съветското командване от Ростовското (Кавказкото) направление. Съветската 12-а армия отстъпва около 30 км, но удържа натиска. Отвличащият удар не оказва влиянието върху битката при Ростов, което германското командване би искало да има.
На 17 ноември главните немски сили – три танкови и две моторизирани дивизии на 1-ва танкова армия, настъпват от север и от запад срещу силите на 56-а армия, отбраняващи Ростов (над 86 000 бойци, командвани от генерал-лейтенант Фьодор Ремезов). Почти едновременно три съветски армии (9-а, 18-а, 37-а – общо 262 000 бойци) от Южния фронт, командван от генерал-полковник Яков Черевиченко, преминават в контранастъпление източно от завоя на река Миус, също в направление към Ростов, но на десетки километри в тил на немската ударна групировка.
На 21 ноември, след ожесточени улични сражения, германците превземат Ростов. Силите на 56-а армия се оттеглят на изток и през река Дон на юг от града. Германското настъпление спира дотук заради опасното развитие на сраженията на левия фланг и в тила на 1-ва танкова армия. Там 37-а съветска армия (генерал-майор Антон Лопатин), подкрепена от други части на Южния фронт, отблъсква германския заслон (моторизирана дивизия „Викинг“ и части от 16-а танкова дивизия), напредва с около 60 км на юг и до 23 ноември достига река Тузлов.

### Прегрупиране на двете страни (23 – 26 ноември)
Настъплението на Лопатин принуждава Клайст, който е изчерпал резервите си, да премине към отбрана на север, изток и юг. Германското настъпление към Кавказ е преустановено. Започва прехвърляне на войски от Ростов на север за удържане на позициите по р. Тузлов. Сравнително бавните темпове, с които напредва съветската 37-а армия, позволяват на германците да се прегрупират.
На 23 ноември настъпва пауза в съветското настъпление, поради решението на командващия фронта, Черевиченко, да пренареди войските си. Вместо да продължи настъплението северозападно от Ростов към Таганрог (което би довело до обкръжение на основната част от армията на Клайст), в продължение на три дни той прехвърля главните си сили на изток, за да удари право към Ростов, отбраняван от две немски моторизирани дивизии.

### Освобождаване на Ростов и отстъпление на германците (27 ноември – 2 декември)
Съветското настъпление е подновено на 27 ноември северно, източно и южно от Ростов. След 3-дневни боеве части на 56-а армия прочистват града от германски войски. Южният фронт обаче не се възползва от благоприятната възможност да обкръжи танковата армия на Клайст. В ариергардни боеве до 2 декември тя отстъпва на десния бряг на река Миус.

## Резултат
В резултат на немското поражение при Ростов южният участък на съветско-германския фронт се стабилизира за известен период. Червената армия заплаща за успеха си с 15 000 убити и 18 000 ранени бойци. Равновесието на силите в Източна Украйна се запазва до битката при Харков през пролетта на 1942 г.
Заради поражението при Ростов Хитлер снема от поста му командващия група армии „Юг“ генерал-фелдмаршал Герд фон Рундщет и назначава на негово място фелдмаршал Валтер фон Райхенау. Неблагоприятното развитие на сраженията край Ростов, Тузлов и Миус през втората половина на ноември 1941 г. лишава германското командване от възможността да прехвърли подкрепления за настъплението към столицата на СССР. На 5 декември, три дни след края на битката за Ростов, Червената армия преминава в настъпление срещу група армии „Център“ и им нанася поражение в битката при Москва.

## Цитирана литература
- Де Ланнуа, Фр. Немецкие танки на Украине 1941 г. („Эксмо“, Москва 2006)
- Исаев, А. От Дубно до Ростова („Тразиткнига“, Москва 2004, цит. онлайн по Проект „Военная литература“, посетен на 10.1.2009)
- Кривошеев, Г. Россия и СССР в войнах ХХ века. Потери вооруженных сил. Статистическое исследование Архив на оригинала от 2010-07-22 в Wayback Machine. („Олма-Пресс“, Москва 2001, цит. онлайн по Солдат.Ru, посетен на 10.1.2009)
- Типпельскирх, К. История Второй мировой войны („Полигон“, Санкт Петербург 1999, цит. онлайн по Проект „Военная литература“, посетен на 10.1.2009)
- Glantz, D. Soviet Military Deception in the Second World War („Routledge“, 1989, ISBN 0-7146-3347-X)